# Saleh Al Sheikh
Saleh Al Sheikh (en árabe: صالح الشيخ الهندي‎, Kuwait, Kuwait, 29 de mayo de 1982) es un exfutbolista kuwaití que jugaba en la posición de centrocampista.

## Carrera

### Club
Jugó toda su carrera con el Qadsia SC de 2000 a 2022, equipo con el que fue nueve veces campeón nacional, ganó 28 copas nacionales, dos veces la Copa de Naciones del Golfo y la Copa de la AFC 2014.

### Selección nacional
Jugó para Kuwait en 62 ocasiones de 2006 a 2015 y anotó dos goles; participó en dos ediciones de la Copa Asiática.

## Logros
- Liga Premier de Kuwait (9): 2002–03, 2003–04, 2004–05, 2008–09, 2009–10, 2010–11, 2011–12, 2013–14, 2015–16
- Copa del Emir de Kuwait (7): 2002–03, 2003–04, 2006–07, 2009–10, 2011–12, 2012–13, 2014–15
- Copa de la Corona de Kuwait (8): 2002, 2004, 2005, 2006, 2009, 2012–13, 2013–14, 2017–18
- Supercopa de Kuwait (6): 2009, 2011, 2013, 2014, 2018, 2019
- Copa Federación de Kuwait (5): 2007–08, 2008–09, 2010–11, 2012–13, 2018–19
- Copa Al-Khurafi (2): 2002-03, 2005-06
- Copa de Clubes Campeones del Golfo (2): 2000, 2005
- Copa AFC (1): 2014